# Edmundo Osvaldo Weiss
Edmundo Osvaldo Pincho Weiss (Gran Buenos Aires, 20 de diciembre de 1917 - Córdoba, 19 de julio de 1991) fue un militar y aviador que se destacó como uno de los pioneros de la aviación argentina. Fue el primer piloto argentino en romper la barrera del sonido.

## Síntesis biográfica
En las aulas de su barrio natal cursó los estudios que lo llevan a obtener su título de «maestro normal nacional» y poco tiempo después de «profesor de Geografía» a los 17 años. Después ingresó en el Colegio Militar de la Nación.
Fue el primer argentino en volar un avión militar a reacción: el I.Ae. 27 Pulqui I, desarrollado por la Fábrica Militar de Aviones,
convirtiendo a la Argentina en el octavo país del mundo en volar un jet propio y uno de los seis que podían hacerlo en ese momento.
A partir de allí bate récords como piloto de pruebas de la entonces pujante industria argentina.
En 1954 es designado como secretario ayudante del ministro de Aeronáutica, brigadier Juan Ignacio San Martín. Durante los enfrentamientos durante el Golpe de Estado en Argentina de septiembre de 1955, fue enlace del general Juan Domingo Perón. Luego del derrocamiento del presidente es encarcelado y pasado a retiro forzoso en 1956. En 1973 se le restituye su grado de vicecomodoro.

## Récords
Weiss batió récords aeronáuticos sin precedentes en su momento:
- El primer argentino en volar aviones de reacción.
- Voló la mayor cantidad de prototipos y series de aviones diseñados y construidos en el país.
- Rompió 2 récords mundiales de velocidad.
- Uno de los diez primeros pilotos del mundo en volar por encima de la barrera del sonido.
- Único aviador argentino que probó dos aviones de reacción construidos en el país.

## En la cultura popular
- Un espacio verde en la ciudad de Córdoba lleva el nombre de Plaza Vicecomodoro Osvaldo Weiss, ubicado entre las calles Haedo, Paniza, Sipe Sipe y Pasaje Paniza, en jurisdicción del Barrio Avenida. La Ordenanza Nº 10167 del Concejo Deliberante local fue promulgada el 3 de diciembre de 1999.[8]